# Ołeh Derewinski
Ołeh Mychajłowycz Derewinski, ukr. Олег Михайлович Деревінський, ros. Олег Михайлович Деревинский, Oleg Michajłowicz Dieriewinski (ur. 17 lipca 1966 w Kijowie) – ukraiński piłkarz, grający na pozycji obrońcy lub pomocnika, sędzia piłkarski.

## Kariera piłkarska

### Kariera klubowa
Wychowanek Szkoły Piłkarskiej Dynamo Kijów. W 1988 rozpoczął karierę piłkarską w farm klubie Dynamo Irpień, po czym powrócił do Dynama Kijów. Jednak nie zagrał żadnego meczu w podstawowym składzie, dlatego w lipcu 1987 przeszedł do Metalista Charków. Latem 1991 wyjechał za granice, gdzie bronił barw Wisły Kraków. Po dwóch latach powrócił do Ukrainy, gdzie został piłkarzem Tempa Szepietówka. Po występach w Zirce Kirowohrad przeniósł się do Metałurha Zaporoże. W 1996 zakończył karierę piłkarską w Krywbasie Krzywy Róg.

## Kariera sędziowska
Po zakończeniu kariery piłkarskiej rozpoczął karierę sędziowską. Od 1997 sędziował mecze na szczeblu regionalnym, od 2000 Drugiej Lihi, od 2002 Pierwszej Lihi, a od 2005 Wyższej Lihi Ukrainy.

## Sukcesy i odznaczenia

### Sukcesy klubowe
- finalista Pucharu Federacji Piłki Nożnej ZSRR: 1987
- zdobywca Pucharu ZSRR: 1988
- brązowy medalista Mistrzostw Polski: 1991

### Odznaczenia
- tytuł Mistrza Sportu ZSRR: 1986
- sędzia kategorii krajowej